# Fernando Herrera
Fernando Herrera Espinoza (ur. 4 lipca 1985 w mieście Meksyk) – meksykański piłkarz występujący na pozycji środkowego pomocnika.